# شبرق
الشِّبْرِق (باللاتينية: Ononis) جنس نباتي ينتمي إلى الفصيلة البقولية. يضم عشرات الأنواع كثير منها موطنه المناطق الجبلية المتوسطية في الوطن العربي وخاصة في المغرب العربي وبلاد الشام.

## من أنواعهالواطنةفي الوطن العربي
1. الشبرق الأبيض (باللاتينية: Ononis alba) في المغرب العربي وإيطاليا
2. الشبرق الأراغوني (باللاتينية: Ononis aragonensis) في المغرب العربي وإسبانيا وفرنسا
3. الشبرق الأشعث (باللاتينية: Ononis hirta) في المغرب العربي وإسبانيا والبرتغال
4. الشبرق أشعث الجناحين (باللاتينية: Ononis villosissima) في المغرب العربي
5. الشبرق الأطلسي (باللاتينية: Ononis atlantica) في المغرب العربي
6. شبرق أفعى الماء (باللاتينية: Ononis natrix) في بلاد الشام والمغرب العربي ومصر ومعظم مناطق شمال حوض المتوسط
7. شبرق بييريمهوف (باللاتينية: Ononis peyerimhoffii) في المغرب العربي
8. شبرق تورنفور (باللاتينية: Ononis tournefortii)  في المغرب العربي وإسبانيا
9. شبرق تومسون (باللاتينية: Ononis thomsonii)  في المغرب العربي
10. الشبرق الثعلبي (باللاتينية: Ononis alopecuroides) بلاد الشام والمغرب العربي وبعض دول شمال حوض المتوسط
11. الشبرق ثلاثي الأسنان (باللاتينية: Ononis tridentata)  في المغرب العربي وإسبانيا
12. الشبرق ثنائي الأزهار (باللاتينية: Ononis biflora) في بلاد الشام والمغرب العربي وبعض دول شمال حوض المتوسط
13. شبرق جاهاندييز (باللاتينية: Ononis jahandiezii) في المغرب العربي
14. الشبرق الخلاب (باللاتينية: Ononis speciosa) في المغرب العربي وإسبانيا
15. الشبرق خيطي الساق (باللاتينية: Ononis filicaulis) في المغرب العربي وإسبانيا
16. الشبرق ذو قرون الاستشعار (باللاتينية: Ononis antennata) في المغرب العربي
17. الشبرق رخو الأزهار (باللاتينية: Ononis laxiflora) في المغرب العربي وإسبانيا والبرتغال
18. الشبرق رمادي القرون (باللاتينية: Ononis ornithopodioides) في بلاد الشام والمغرب العربي ومصر ومعظم مناطق شمال حوض المتوسط
19. الشبرق الريشي (باللاتينية: Ononis pinnata)  في المغرب العربي وإسبانيا والبرتغال
20. الشبرق الزاحف (باللاتينية: Ononis spinosa subsp. procurrens) أو (باللاتينية: Ononis repens) في المغرب العربي ومعظم مناطق أوروبا
21. الشبرق الزغبي (باللاتينية: Ononis pubescens) في بلاد الشام والمغرب العربي ومصر وبعض دول شمال حوض المتوسط
22. الشبرق الشائك (باللاتينية: Ononis spinosa)  في بلاد الشام والمغرب العربي وكل أوروبا والقوقاز
23. الشبرق شبه القلبي (باللاتينية: Ononis subcordata)  في المغرب العربي وإسبانيا
24. الشبرق شبه المدبب (باللاتينية: Ononis subspicata)  في المغرب العربي وإسبانيا والبرتغال
25. الشبرق الشجيري (باللاتينية: Ononis fruticosa) في المغرب العربي وإسبانيا وفرنسا
26. الشبرق الصغير (باللاتينية: Ononis pusilla)  في بلاد الشام والمغرب العربي ومعظم مناطق أوروبا والقوقاز
27. الشبرق عديد الأوراق (باللاتينية: Ononis polyphylla) في المغرب العربي
28. الشبرق عديد البذور (باللاتينية: Ononis polysperma) في المغرب العربي
29. الشبرق العرفي (باللاتينية: Ononis cristata) في المغرب العربي وإسبانيا وفرنسا وإيطاليا
30. الشبرق عظيم السنبلة (باللاتينية: Ononis megalostachys) في المغرب العربي
31. الشبرق العنيقي (باللاتينية: Ononis pedicellaris) في المغرب العربي
32. الشبرق غدي المآبر (باللاتينية: Ononis cephalantha) في المغرب العربي
33. الشبرق الغدي (باللاتينية: Ononis cephalotes) في المغرب العربي وإسبانيا
34. الشبرق اللزج (باللاتينية: Ononis viscosa)  في بلاد الشام والمغرب العربي ومصر وكل دول حوض المتوسط
35. الشبرق اللزج نويع الصقلي (باللاتينية: Ononis viscosa subsp. sicula) في بلاد الشام والمغرب العربي ومصر وإسبانيا وإيطاليا
36. الشبرق اللزج نويع قصير الأوراق (باللاتينية: Ononis viscosa subsp. breviflora) في بلاد الشام والمغرب العربي وقبرص وتركيا وجنوب أوروبا
37. الشبرق المتأخر (باللاتينية: Ononis serotina) في المغرب العربي
38. الشبرق المتدلي (باللاتينية: Ononis pendula)  في المغرب العربي وإسبانيا
39. الشبرق المتلون (باللاتينية: Ononis variegata) في بلاد الشام والمغرب العربي ومصر وبعض دول شمال حوض المتوسط
40. الشبرق المشعر (باللاتينية: Ononis hispida) في المغرب العربي وصقلية
41. الشبرق المشقوق (باللاتينية: Ononis incisa) في المغرب العربي
42. الشبرق مقترن المآبر (باللاتينية: Ononis zygantha) في المغرب العربي
43. الشبرق المنتشر (باللاتينية: Ononis diffusa) في المغرب العربي ومصر وبعض دول شمال حوض المتوسط
44. الشبرق المنتوف (باللاتينية: Ononis avellana) في المغرب العربي
45. الشبرق المنحني (باللاتينية: Ononis reclinata) في بلاد الشام والمغرب العربي ومصر وكل حوض المتوسط
46. الشبرق المنشاري (باللاتينية: Ononis serrata) في بلاد الشام والمغرب العربي ومصر وبعض دول شمال حوض المتوسط
47. الشبرق المهبلي (باللاتينية: Ononis vaginalis)  في  بلاد الشام والمغرب العربي ومصر
48. الشبرق الناعم (باللاتينية: Ononis mitissima) في بلاد الشام والمغرب العربي ومصر ومعظم مناطق شمال حوض المتوسط
49. الشبرق الوردي (باللاتينية: Ononis rosea) في المغرب العربي

1. الشبرق الحقلي (باللاتينية: Ononis arvensis)

## تحت الترجمة
1. الشبرق الأوراق (باللاتينية: Ononis euphrasiifolia) في المغرب العربي وإسبانيا
2. الشبرق ؟؟؟ (باللاتينية: Ononis cintrana) في المغرب العربي وإسبانيا والبرتغال
3. الشبرق ؟؟؟ (باللاتينية: Ononis cossoniana) في المغرب العربي وإسبانيا والبرتغال
4. الشبرق ؟؟؟ (باللاتينية: Ononis maweana) في المغرب العربي

## من أنواعه غير الموجودة في الوطن العربي
1. الشبرق المتجعد (باللاتينية: Ononis crispa) في إسبانيا
2. الشبرق المخطط (باللاتينية: Ononis striata) في جنوب غرب أوروبا
3. الشبرق مستدير الأوراق (باللاتينية: Ononis rotundifolia) في جنوب غرب أوروبا